# Poul Dedenroth-Schou
Poul Dedenroth-Schou (født 6. august 1943 i Næstved) er en dansk historiker og  tidligere direktør for Koldinghus.
Som direktør 1976-2013 forestod han renoveringen og nyindretningen af Koldinghus i overensstemmelse med arkitektparret Inger og Johannes Exners filosofi om reversibilitet.
Han var primus motor til museets sølvsamling, der er enestående i Danmark, og opbyggede over årene Koldinghus til en stor publikumsattraktion med op mod 200.000 årlige besøgende.
Han er uddannet cand.mag. fra Københavns Universitet og var tillige kulturdirektør i Kolding fra 1993 til 2000. 
I 2001 blev han udnævnt til Ridder af Dannebrog. Han har desuden modtaget mange priser og hædersbevisninger for sit arbejde i museumsverdenen.